# Aboohéra
Aboohéra is een van de onbewoonde eilanden van het Seenu-atol behorende tot de Maldiven.